# Rhamphothrips pandens
Rhamphothrips pandens är en insektsart som beskrevs av Sakimura 1983. Rhamphothrips pandens ingår i släktet Rhamphothrips och familjen smaltripsar. Inga underarter finns listade i Catalogue of Life.